# Tipula (Emodotipula) holoteles
Tipula (Emodotipula) holoteles is een tweevleugelige uit de familie langpootmuggen (Tipulidae). De soort komt voor in het Palearctisch gebied.